# Tóth András (traktoros)
Tóth András (1932–1984) Kossuth-díjas traktoros, a vámospércsi gépállomás dolgozója.

## Élete
1952-től a hajdúböszörményi termelőszövetkezetben , 1961-től a szövetkezet vámospércsi gépállomásán dolgozott.
1961-ben a Munka Érdeméremmel tüntették ki.1962-ben megkapta a Kossuth-díj III. fokozatát, az indoklás szerint „kimagasló traktorvezetői teljesítményeiért, valamint üzemanyag- és alkatrész-megtakarításáért”.